# Passiflora cochinchinensis
Passiflora cochinchinensis, es una especie de fanerógama perteneciente a la familia Passifloraceae, es originaria de Asia.

## Características
Son plantas herbáceas trepadoras que alcanza los 6 m de largo. El tallo es estriado, escasamente pubescentes. Las hojas son subopuestas, dimórficas; con pecíolo de 7-10 mm, con dos glándulas 2-8 mm de la base de la hoja, la lámina de la hoja es lanceolada a elíptica, de 6-10 × 2,5-4 (-6) cm y coriáceas. Las flores son de un color blanco rosado de 3-4.5 cm de diámetro. 

## Distribución y hábitat
Se encuentra en matorrales en los valles de montaña; a una altitud de 100-1000 metros, en Guangdong, Guangxi, Laos, Malasia, Vietnam y Hainan.

## Ecología
Esta planta es el alimento de las larvas de la mariposa Cethosia biblis.

## Taxonomía
Passiflora cochinchinensis fue descrita por Curt Polycarp Joachim Sprengel y publicado en Systema Vegetabilium, editio decima sexta 4(Cur. Post): 346. 1827.
Etimología
Passiflora: nombre genérico que adoptado por Linneo en 1753 y significa "flor de la pasión" (del latín passio = "pasión" y flos = "flor"), fue otorgado por los misioneros jesuitas en 1610, debido a la similitud de algunas partes de la planta con símbolos religiosos de la Pasión de Cristo, el látigo  con el que fue azotado = zarcillos, los tres clavos = estilos; estambres y la corola radial = la corona de espinas.
cochinchinensis: epíteto geográfico que alude a su localización en Cochinchina.
Sinonimia
- Anthactinia horsfieldii M.Roem.
- Disemma horsfieldii Miq.
- Disemma horsfieldii var. teysmanniana Miquel
- Passiflora hainanensis Hance
- Passiflora horsfieldii Blume
- Passiflora horsfieldii var. elbertiana H.G.Hallier
- Passiflora ligulifolia Masters
- Passiflora moluccana var. teysmanniana (Miquel) W.J. de Wilde
- Passiflora pallida Loureiro (1790), not Linnaeus (1753)
- Passiflora philippinensis Elmer.